# Belisário Pimenta
Belisário Maria Bustorf da Silva Pinto Pimenta nasceu em Coimbra na Praça do Comércio, freguesia de S. Bartolomeu a 3 de Outubro de 1879 e foi batizado na Igreja de S. Bartolomeu em 26 de Novembro de 1879.
Foi filho de António Maria Pimenta, chefe da estação de telégrafo da cidade de Coimbra, natural do Barreiro, e de Ana Maria da Silva, natural de Miranda do Corvo. Os seus avós paternos foram Rafael Idézio Sebastião Maria Pimenta, natural de Lisboa, da freguesia de São Paulo e  Antónia de Jesus Correia Pimenta natural do Barreiro e os seus avós maternos foram Manuel Caetano da Silva e Leonor Casimira Silva Pinto ambos naturais de Miranda do Corvo. 
Belisário casou em Lisboa na freguesia de São Sebastião da Pedreira no dia 22 de Outubro de 1908 com Amélia Deidamia de Almeida Possidónio da Silva, neta do arqueólogo Joaquim Narciso Possidónio da Silva.
Já coronel, Belisário Pimenta foi Comissário de Polícia de Coimbra dias depois da proclamação da República. 
A 5 de outubro de 1936, foi agraciado com o grau de Grande-Oficial da Ordem Militar de Avis.
Historiador, dedicou a Miranda do Corvo vários trabalhos e foi colaborador artístico no Diário de Lisboa : edição mensal (1933). 
Foi iniciado na Maçonaria em 1899, na loja Academia Livre, de Coimbra, com o nome simbólico de Nuno Álvares. Fez também parte da Carbonária.
Faleceu em 1969, em Lisboa.
Miranda do Corvo atribuiu o seu nome a uma rua da vila em homenagem pelo contributo dado para o estudo da sua história.